# Anodontosaurus
Anodontosaurus („bezzubý ještěr“) byl rod ankylosauridního dinosaura, žijícího v období pozdní svrchní křídy (souvrství Horseshoe Canyon) na území kanadské provincie Alberta. Žil v období geologického stupně kampán až maastricht (asi před 73 až 67 miliony let). Jediný druh A. lambei byl popsán na konci 20. let 20. století paleontologem Charlesem Mortramem Sternbergem. Dlouho se předpokládalo, že tento středně velký rod je totožný s rodem Euoplocephalus, novější výzkumy ale ukazují, že jde o samostatný rod ankylosaurida. V roce 2018 byl formálně popsán další druh tohoto rodu, A. inceptus.

## Rozměry
Tento středně velký ankylosaur dosahoval délky kolem 5 metrů a hmotnosti asi 2000 kilogramů.

## Zařazení
Anodontosaurus je zřejmě blízkým příbuzným rodů Ankylosaurus, Euoplocephalus, Scolosaurus a Zuul.